# OMO (marque)
Pour les articles homonymes, voir OMO.
OMO est une marque commerciale de lessive propriété d'Unilever.
La marque OMO, acronyme de Old Mother Owl (Vieille Mère Hibou en anglais), fut enregistrée en 1908 en Angleterre puis au Canada, en Autriche et en France pour désigner tous les produits de ménage en matière de propreté.
La marque en sommeil fut réactivée en 1952 et lancée en France par des caravanes publicitaires en octobre 1952 puis à la fin de 1954 et début 1955 avec les slogans : Omo est là, la saleté s’en va !, Omo lave plus blanc que blanc.
La campagne publicitaire de 1973, le test du nœud, (Omo expulse la saleté enfermée dans un nœud), donne lieu à un sketch de Coluche de 1979.
Dans les années 1990, une campagne publicitaire est illustrée par des chimpanzés dressés à remuer les lèvres pour des slogans tels que Omo est là et crapoto basta ! ou pour OMO micro : tout rikiki maousse costo !.
Après une absence de quelques années, OMO est à nouveau disponible en Belgique depuis juillet 2015[réf. nécessaire]. 

## Produits
- Liquides : Active Clean, Fresh Clean et Color Clean
- Dual Caps: Active et Fresh Clean
- Poudre: Active Clean